# Acuerdo de Castronuño

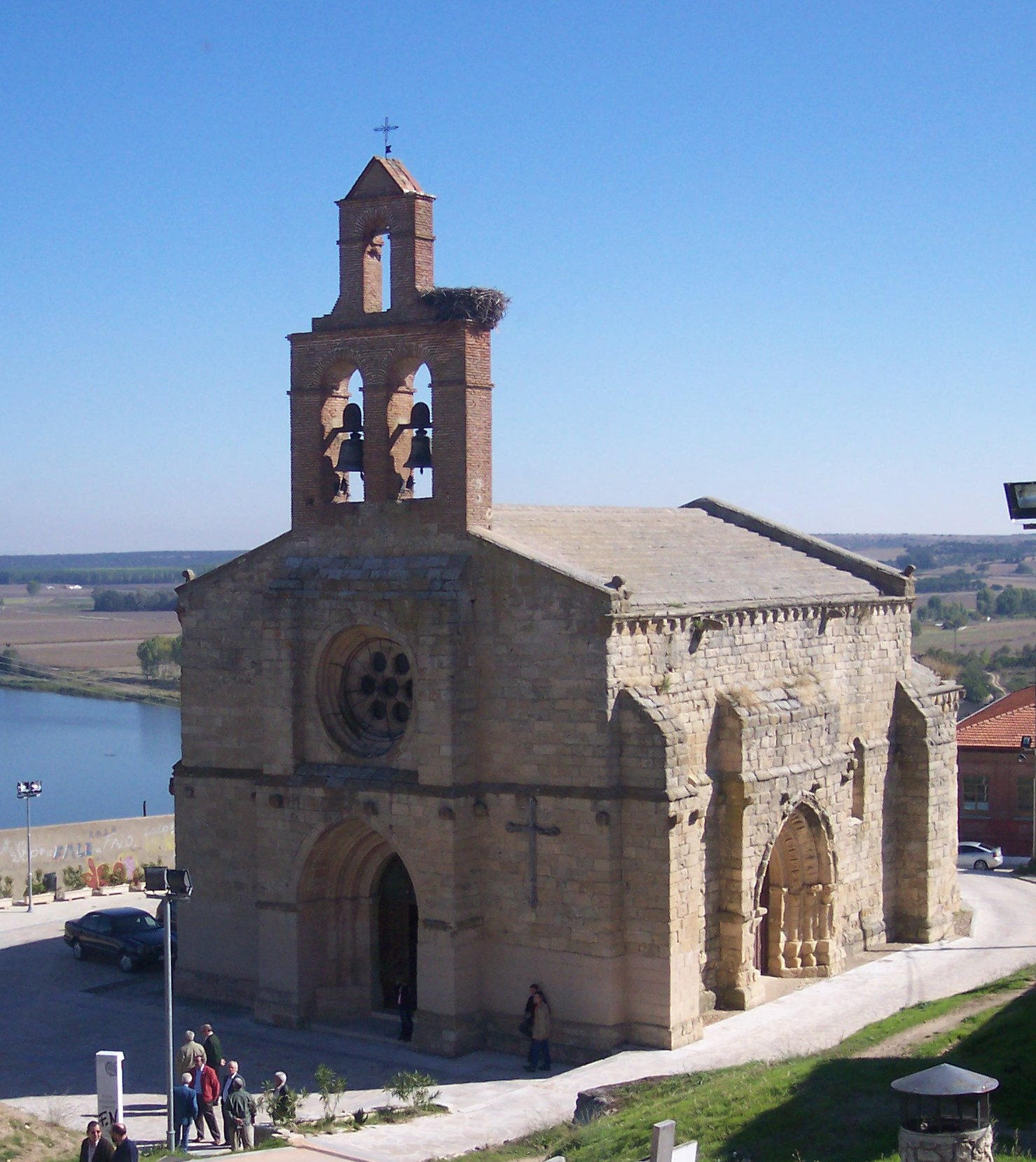
Iglesia de Santa María del Castillo (Castronuño).

El acuerdo de Castronuño o sentencia de Castronuño fue un acuerdo alcanzado en la Corona de Castilla en 1439 entre las facciones nobiliarias enfrentadas en la guerra civil castellana de 1437-1445 por el que el cabecilla de una de ellas, el condestable don Álvaro de Luna, se veía obligado a abandonar la corte del rey Juan II de Castilla durante seis meses. El nombre lo toma de la localidad de Castronuño donde se llevaron a cabo las negociaciones.

## Antecedentes
Tras la derrota de los infantes de Aragón en la guerra castellano-aragonesa de 1429-1430 se afianzó la posición del condestable don Álvaro de Luna en la corte castellana, pero pasados unos años una facción de la nobleza pasó a oponerse al poder casi absoluto que llegó a alcanzar gracias a la confianza que había depositado en él el rey Juan II. Uno de los líderes de esa facción fue el adelantado mayor de León Pedro Manrique, quien fue detenido el 13 de agosto de 1437 en Medina del Campo por orden del rey a instancias de don Álvaro. Este hecho inició un nuevo período de discordias nobiliarias en Castilla que según Jaume Vicens Vives alcanzaron el nivel de guerra civil ya que el arresto de Pedro Manrique provocó el levantamiento en armas de sus familiares y partidarios y de aquellos nobles opuestos a don Álvaro de Luna, encabezados por el almirante de Castilla Fadrique Enríquez, el conde de Benavente Rodrigo Alonso Pimentel, el conde de Ledesma Pedro de Estúñiga, y el conde de Valencia de Don Juan Pedro de Acuña y Portugal.
En agosto de 1438 Pedro Manrique logró escapar del castillo de Fuentidueña de Tajo donde estaba recluido y en febrero de 1439 envió una carta al rey Juan II firmada por él y por el almirante de Castilla Fadrique Enríquez en la que le exigían el destierro de la corte del condestable don Álvaro de Luna «con todos sus parientes e gentes, porque Vuestra Merced quede en todo vuestro libre poder». A mediados del mes siguiente los nobles sublevados se apoderaban por sorpresa de Valladolid, lo que llevó al rey Juan II a pedir la intervención del infante de Aragón don Juan, rey consorte de Navarra. Este cruzó la frontera con el permiso real, de acuerdo con lo estipulado en la Concordia de Toledo de 1436, y el 6 de abril de 1439 se reunió con el rey en Cuéllar, donde se encontraba la corte y el grueso de las huestes del condestable y de su hermano el arzobispo de Toledo Juan de Cerezuela y de los nobles que le apoyaban como el maestre de la Orden de Alcántara Gutierre de Sotomayor, el conde de Haro Pedro Fernández de Velasco y el obispo de Palencia Gutierre Álvarez de Toledo. Acompañó a don Juan su hermano el infante de Aragón don Enrique pero este pronto se pasó al bando de los nobles sublevados ante la promesa de estos de que le serían devueltas todas sus posesiones confiscadas al final de la guerra castellano-aragonesa de 1429-1430 así como el maestrazgo de la Orden de Santiago que había detentado hasta entonces.

## El acuerdo
En junio de 1439 el rey de Navarra don Juan consiguió reunir en Tordesillas a los cabecillas de las dos facciones enfrentadas para que intentaran llegar a un arreglo sin necesidad de llegar a las armas: de un lado, el propio rey Juan II, el condestable don Álvaro y el conde de Castro; del otro, el almirante de Castilla, el adelantado mayor de León, el conde de Benavente y el comendador mayor de Castilla. Sin embargo, no se llegó a ningún acuerdo, debido fundamentalmente a la negativa de los nobles que respaldaban a don Álvaro de Luna a devolver los bienes de los infantes de Aragón confiscados en 1430 que poseían. Pocos días después de la fracasada reunión de Tordesillas se producía una escaramuza en Roa entre las huestes del conde de Ribadeo, de la facción de don Álvaro de Luna, frente a la nobleza sublevada que había formado una Liga. Sin embargo, las conversaciones no se abandonaron y se consiguió alcanzar una solución transitoria conocida como el acuerdo de Castronuño, por el nombre de la localidad donde se firmó. Según el mismo don Álvaro de Luna era desterrado de la corte durante seis meses ―abandonó Castronuño el 29 de octubre de 1439― y además se comprometía a no inmiscuirse durante ese tiempo en los asuntos de los infantes de Aragón y de los nobles de la Liga. También se pactó que la Corona castellana pagaría a los infantes de Aragón una cantidad de dinero por los bienes que les habían sido confiscados en 1430.
Según César Álvarez Álvarez el acuerdo de Castronuño se firmó el 23 de noviembre de 1439 y supuso el segundo destierro de don Álvaro de Luna de la corte y del Consejo Real, aunque conservaba sus bienes. Según este historiador, «los verdaderos beneficiarios de la situación parecían los Infantes [de Aragón] que lograban recuperar su patrimonio, pero, en realidad los vencedores eran los integrantes de la Liga. Todos los clanes aristocráticos de Castilla: los Enríquez, Velasco, Stúñiga, Pimentel, Manrique, Mendoza o Quiñones aparecen unidos en una Liga conjunta».

## Consecuencias
Sin embargo don Álvaro incumplió el acuerdo pues siguió en contacto con el rey por medio de los nobles de su facción que se encontraban en la corte —Lope de Barrientos, obispo de Segovia; el conde de Alba; o el contador mayor Alfonso de Vivero—, lo que provocó la intervención de don Juan de Navarra y de los nobles de la Liga que le exigieron a Juan II «que jurase de no librar ni fazer cosa alguna salvo con consejo dellos». El 17 de enero de 1440, al día siguiente de recibir el mensaje, el rey decidió fugarse de la corte, que ese momento se encontraba en Madrigal, junto con el príncipe de Asturias y los nobles partidarios de don Álvaro. Ante esta actitud del rey Juan II el rey de Navarra abandonó la posición de mediador que había mantenido hasta entonces y se sumó al bando de la Liga nobiliaria. Lo mismo hicieron su hermana, la reina María, esposa del rey castellano, y el conde de Haro Pedro Fernández de Velasco garante del «Seguro de Tordesillas» que había permitido la reunión de los cabecillas en esa localidad.